# Bataille de Zülpich (1267)
 (juin 2025).
Si vous disposez d'ouvrages ou d'articles de référence ou si vous connaissez des sites web de qualité traitant du thème abordé ici, merci de compléter l'article en donnant les références utiles à sa vérifiabilité et en les liant à la section « Notes et références ».
La bataille de Zülpich, également connue sous le nom de bataille de Marienholz ou Marienwald, eut lieu le 18 octobre 1267 à Zülpich. Elle opposa les troupes de l'archevêque de Cologne, Engelbert II de Falkenburg, au comte de Juliers, Guillaume IV, et à leurs alliés respectifs. La bataille se solda par la défaite de l'archevêque.

## Contexte
Engelbert II de Cologne mena une politique expansionniste. Il tenta de s'imposer en Basse-Rhénanie et de reprendre le contrôle total de la ville de Cologne. Une querelle éclata dans la seconde moitié de l'année 1267 entre l'archevêque d'une part, et la ville de Cologne et les comtes de Juliers d'autre part. Cette querelle portait sur les nouveaux péages levés par l'archevêque de Neuss. L'archevêque envahit le comté de Juliers et conquit Sinzig et d'autres villes.

## Alliances
Le comte Guillaume s'opposa à cette politique. Il avait auparavant exploité la crainte du pouvoir croissant de l'archevêque pour former des alliances. Outre la ville de Cologne, ces alliances comprenaient les comtes de Gueldre, de Berg, de Katzenelnbogen et d'autres seigneurs. Parmi ceux qui soutenaient l'archevêque figurait Thierry VI de Clèves, comte de Clèves.
Les deux camps étaient également soutenus par des seigneurs de Westphalie. Du côté d'Engelbert se trouvaient l'évêque de Paderborn, Simon de Lippe, Otton III de Ravensberg (de), Frédéric Ier de Rietberg (de), Bernhard et Hermann de Lippe, Rodolphe de Steinfurt (de) et Gottfried III d'Arnsberg (de).
Du côté opposé se trouvaient l'évêque de Münster, Gerhard de La Marck (évêque) (de), l'évêque d'Osnabrück, Wedekind (de), Engelbert Ier de La Marck et Adolf de Waldeck (de). L'abbaye de Herford (ou Stift Herford) et le comté de Schwalenberg (de) pourraient également avoir été comptés au nombre des partisans.

## Déroulement des événements
Une bataille éclata entre les deux camps le 12 octobre 1267, entre Zülpich et Lechenich, proche de la cité d'Erftstadt. Les troupes de l'archevêque étaient nettement plus puissantes que celles de l'ennemi. Guillaume de Juliers fut donc contraint de battre en retraite. Lors d'une contre-attaque, les alliés avancèrent au milieu des troupes ennemies et capturèrent l'archevêque Engelbert, le comte de Clèves, ainsi que l'évêque de Paderborn et le comte de Rietberg.

## Conséquences
Ces deux derniers tombèrent aux mains de l'évêque de Münster. Ce n'est qu'au bout d'un an et demi qu'il libéra les prisonniers et l'abbé du monastère d'Abdinghof, également capturé, et conclut un traité de paix à Warendorf.
L'archevêque Engelbert II de Falkenburg et le comte de Clèves tombèrent aux mains du comte Guillaume IV de Juliers. Thierry VI fut rapidement libéré après la conclusion d'un mariage entre les deux familles. L'archevêque fut cependant emprisonné au château de Nideggen jusqu'en 1271 et ne fut libéré qu'après une interdiction papale contre les alliés. Engelbert dut payer de lourdes amendes et promettre de ne plus exiger de nouveaux droits de douane ni de nouveaux impôts à l'avenir.